# Dannie Heineman Prize for Mathematical Physics
Dannie Heineman Prize for Mathematical Physics (Nagroda Danniego Heinemana z fizyki matematycznej) – nagroda przyznawana corocznie od 1959 roku wspólnie przez American Physical Society i American Institute of Physics. Została ustanowiona przez Fundację Heinemana (Heineman Foundation) założoną przez Danniego Heinemana – amerykańskiego inżyniera, businessmana i filantropa, oraz jego żonę. Wysokość nagrody wynosi obecnie 10 tysięcy dolarów (stan na 2017 rok). Jest przyznawana osobom, które wniosły cenny wkład w dziedzinę fizyki matematycznej w formie opublikowanej (praca naukowa, seria artykułów, książka itp.). Nagroda może być współdzielona między kilka osób, gdy wspólnie przyczyniły się one do jakiegoś osiągnięcia.

## Najwybitniejsi laureaci
W gronie laureatów znaleźli się też późniejsi nobliści (do 2021 roku – dziewięciu):

- 1959: Murray Gell-Mann (nobel 1969),
- 1960: Aage Bohr (nobel 1975),
- 1970: Yoichiro Nambu (nobel 2008),
- 1971: Roger Penrose (nobel 2020),
- 1973: Kenneth G. Wilson (nobel 1982),
- 1974: Subrahmanyan Chandrasekhar
(nobel 1983),
- 1977: Steven Weinberg (nobel 1979),
- 1979: Gerardus ’t Hooft (nobel 1999),
- 1996: Roy J. Glauber (nobel 2005).

Inni wybitni i znani laureaci Nagrody Heinemanna – czasem nominowani do Nagrody Nobla – to Mitchell Jay Feigenbaum, Joseph Polchinski, Gabriele Veneziano, Władimir Arnold, Edward Witten, John Stewart Bell, Stephen Hawking i Freeman Dyson.

## Laureaci
- 2025: Samson Shatashvili
- 2024: David C. Brydges
- 2023: Nikita Nekrasov
- 2022: Antti Kupiainen, Krzysztof Gawędzki
- 2021: Joel L. Lebowitz
- 2020: Svetlana Jitomirskaya
- 2019: Bill Sutherland, Francesco Calogero i Michel Gaudin
- 2018: Barry Simon
- 2017: Carl M. Bender
- 2016: Andrew Strominger i Cumrun Vafa
- 2015: Pierre Ramond
- 2014: Gregory W. Moore
- 2013: Michio Jimbo i Tetsuji Miwa
- 2012: Giovanni Jona-Lasinio
- 2011: Herbert Spohn
- 2010: Michael Aizenman
- 2009: Carlo Becchi, Alain Rouet, Raymond Stora i Igor Tiutin
- 2008: Mitchell Jay Feigenbaum
- 2007: Juan Maldacena i Joseph Polchinski
- 2006: Sergio Ferrara, Daniel Z. Freedman i Peter van Nieuwenhuizen
- 2005: Giorgio Parisi
- 2004: Gabriele Veneziano
- 2003: Yvonne Choquet-Bruhat i James W. York
- 2002: Michael B. Green i John Henry Schwarz
- 2001: Władimir Arnold
- 2000: Sidney R. Coleman
- 1999: Barry M. McCoy, Tai Tsun Wu i Aleksandr Zamołodczikow
- 1998: Nathan Seiberg i Edward Witten
- 1997: Harry W. Lehmann
- 1996: Roy J. Glauber
- 1995: Roman Jackiw
- 1994: Richard Arnowitt, Stanley Deser i Charles W. Misner
- 1993: Martin C. Gutzwiller
- 1992: Stanley Mandelstam
- 1991: Thomas C. Spencer i Jürg Fröhlich
- 1990: Jakow Sinaj
- 1989: John Stewart Bell
- 1988: Julius Wess i Bruno Zumino
- 1987: Rodney Baxter
- 1986: Aleksandr Polakow
- 1985: David P. Ruelle
- 1984: Robert B. Griffiths
- 1983: Martin D. Kruskal
- 1982: John Clive Ward
- 1981: Jeffrey Goldstone
- 1980: James Glimm i Arthur Jaffe
- 1979: Gerardus ’t Hooft
- 1978: Elliott Lieb
- 1977: Steven Weinberg
- 1976: Stephen Hawking
- 1975: Ludwig D. Faddiejew
- 1974: Subrahmanyan Chandrasekhar
- 1973: Kenneth G. Wilson
- 1972: James D. Bjorken
- 1971: Roger Penrose
- 1970: Yoichiro Nambu
- 1969: Arthur S. Wightman
- 1968: Sergio Fubini
- 1967: Gian Carlo Wick
- 1966: Nikołaj Bogolubow
- 1965: Freeman J. Dyson
- 1964: Tullio Regge
- 1963: Keith A. Brueckner
- 1962: Léon Van Hove
- 1961: Marvin Leonard Goldberger
- 1960: Aage Bohr
- 1959: Murray Gell-Mann